# Derrick Köhn
Derrick Arthur Köhn (Hamburg, 4 februari 1999) is een Duits voetballer van Ghanese afkomst die als verdediger onder contract staat bij 1. FC Union Berlin.

## Carrière
Derrick Köhn speelde in de jeugd van Bramfelder SV en Hamburger SV. Sinds 2017 speelt hij in het tweede elftal van Bayern München. In het seizoen 2018/19 werd hij met dit elftal kampioen van de Regionalliga Bayern, en na een play-off tegen het tweede elftal van VfL Wolfsburg promoveerde hij naar de 3. Liga. Zodoende debuteerde hij in het seizoen 2019/20 in het profvoetbal. In januari 2020 werd bekend dat Köhn met ingang van het seizoen 2020/21 transfervrij naar Willem II zal vertrekken. In de zomer van 2022 maakte hij een transfer naar Hannover 96 in het tweede niveau van Duitsland. Na anderhalf seizoen kocht Galatasaray hem over voor 3,35 miljoen euro. 

## Clubstatistieken
| Seizoen                                   | Club                 | Land               | Competitie          | Competitie | Competitie | Beker | Beker | Overig | Overig | Totaal | Totaal |
| Seizoen                                   | Club                 | Land               | Competitie          | Wed.       | Dlp.       | Wed.  | Dlp.  | Wed.   | Dlp.   | Wed.   | Dlp.   |
| ----------------------------------------- | -------------------- | ------------------ | ------------------- | ---------- | ---------- | ----- | ----- | ------ | ------ | ------ | ------ |
| 2017/18                                   | FC Bayern München II | Vlag van Duitsland | Regionalliga Bayern | 32         | 2          | —     | —     | —      | —      | 32     | 2      |
| 2018/19                                   | FC Bayern München II | Vlag van Duitsland | Regionalliga Bayern | 28         | 0          | —     | —     | 2      | 0      | 30     | 0      |
| 2019/20                                   | FC Bayern München II | Vlag van Duitsland | 3. Liga             | 28         | 2          | —     | —     | —      | —      | 28     | 2      |
| 2020/21                                   | Willem II            | Vlag van Nederland | Eredivisie          | 31         | 0          | 1     | 0     | 2      | 0      | 34     | 0      |
| 2021/22                                   | Willem II            | Vlag van Nederland | Eredivisie          | 31         | 1          | 1     | 0     | —      | —      | 32     | 1      |
| 2022/23                                   | Hannover 96          | Vlag van Duitsland | 2. Bundesliga       | 33         | 5          | 2     | 0     | —      | —      | 35     | 5      |
| 2023/24                                   | Hannover 96          | Vlag van Duitsland | 2. Bundesliga       | 20         | 3          | 1     | 0     | —      | —      | 21     | 3      |
| 2023/24                                   | Galatasaray          | Vlag van Turkije   | Süper Lig           | 13         | 1          | 2     | 0     | —      | —      | 15     | 1      |
| 2024/25                                   | Galatasaray          | Vlag van Turkije   | Süper Lig           | 1          | 0          | 1     | 0     | 2      | 0      | 4      | 0      |
| 2024/25                                   | → Werder Bremen      | Vlag van Duitsland | Bundesliga          | 27         | 2          | 3     | 0     | —      | —      | 30     | 2      |
| 2025/26                                   | 1. FC Union Berlin   | Vlag van Duitsland | Bundesliga          | 0          | 0          | 0     | 0     | 0      | 0      | 0      | 0      |
| Carrièretotaal                            | Carrièretotaal       | Carrièretotaal     | Carrièretotaal      | 244        | 16         | 11    | 0     | 6      | 0      | 261    | 16     |
| Bijgewerkt tot en met het seizoen 2024/25 |                      |                    |                     |            |            |       |       |        |        |        |        |

## Erelijst
| Competitie      |             |             |
| Competitie      | Aantal      | Jaren       |
| Galatasaray     | Galatasaray | Galatasaray |
| --------------- | ----------- | ----------- |
| Süper Lig       | 1x          | 2023/24     |
| Turkse supercup | 1x          | 2023        |

1 Rønnow ·
2 Vogt ·
4 Leite ·
5 Doekhi ·
7 Vertessen ·
8 Khedira ·
9 Prtajin ·
10 Volland ·
11 Jeong ·
12 Klaus ·
13 Schäfer ·
14 Querfeld ·
15 Rothe ·
16 Hollerbach ·
17 Pefok ·
18 Juranović ·
19 Haberer ·
20 Bénes ·
21 Skarke ·
23 Ilić ·
24 Skov ·
26 Roussillon ·
28 Trimmel  ·
29 Tousart ·
36 Kemlein ·
37 Schwolow ·
Coach: Baumgart
Keeperstrainer: Gspurning